# Sosippus californicus
Sosippus californicus är en spindelart som beskrevs av Simon 1898. Sosippus californicus ingår i släktet Sosippus och familjen vargspindlar. Inga underarter finns listade i Catalogue of Life.